# Pacific Air Forces Regional Support Center
Le Pacific Air Forces Regional Support Center, anciennement 611th Air Support Group, est une unité de l'armée de l'air américaine. Il est affecté à l'Eleventh Air Force, stationnée sur la base de Elmendorf-Richardson, en Alaska.

## Présentation
Le Pacific Air Forces Regional Support Center est responsable de la gestion du programme, du fonctionnement et de l'assurance de la qualité du système radar de l'Alaska, composé de 17 sites de radar à longue portée et de 3 sites à courte portée; des emplacements d'opérations avancées de l'aéroport Galena (en) et de l'aéroport King Salmon (en), ainsi que de la base aérienne Eareckson ; de la gestion de projet pour les futurs systèmes de radar et de communication; et du personnel logistique de l'Eleventh Air Force et de la région NORAD de l'Alaska.

## Unités
Le groupe fournit des radars de surveillance, des infrastructures arctiques, notamment des aérodromes, des avions de communication et des aviateurs de l'US Air Force pour la défense du territoire, la projection de forces et le commandement et le contrôle de l'aérospatiale en Alaska.
- Le 611th Air Support Squadron (611 ASUS), gère trois des plus importants contrats d’exploitation et de maintenance du PACAF, d’une valeur de 82 millions de dollars, concernant la base aérienne Eareckson, la FOL à l’aéroport King Salmon, 15 sites de radars distants (dont le site de radar à longue portée King Salmon situé à proximité de l’aéroport de King Salmon) et trois stations de relais radio. Il fournit/dirige l’assurance qualité pour la logistique, la protection de la force, les services, les communications et les efforts d’ingénierie des installations dans ces 19 lieux isolés. Le 611 ASUS prend également en charge les opérations de planification et d'assistance logistiques, en acheminant chaque année 30 000 m3 de carburant vers tous les sites distants, et assure le transport sûr et fiable de plus de 5 000 passagers et de 2 700 tonnes d'équipements et de fournitures chaque année.
- Le 611th Air Communications Squadron (611 ACOMS), sert de point focal pour tous les supports de commandement, de contrôle, de communications et d'informatiques. Les fonctions clés comprennent les communications longues distances, les communications par systèmes radar, la gestion de circuits, les opérations de réseau et le contrôle de la configuration. En outre, l’unité dispose des certifications METNAV (Meteorological Navigation) pour les aérodromes, mais intervient également sur le réseau Defense Red Switch Network, sur la sécurité des communications (COMSEC) et sur la gestion du spectre de fréquences. Le 611 ACOMS fournit également un support de communication direct au personnel du 611 AOC.
- Le 611th Civil Engineer Squadron (611 CES)
- Le Missile Defense Flight or Command Representative for Missile Defense, sert de centre de liaison pour toutes les questions liées au Ground-Based Midcourse Defense en Alaska, en appui au Commandement de l'Alaska, de la région NORAD de l'Alaska et de l'Eleventh Air Force.
- Le 11 AF/Alaska NORAD Region (ANR) Logistics Flight.

## Système de radar de l'Alaska

### Sites radars
- Barter Island Long Range Radar Site
- Cape Lisburne Long Range Radar Site (en)
- Cape Newenham Long Range Radar Site (en)
- Cape Romanzof Long Range Radar Site
- Cold Bay Long Range Radar Site (en)
- Fort Yukon Long Range Radar Site (en)
- Indian Mountain Long Range Radar Site (en)
- King Salmon Long Range Radar Site (en)
- Kotzebue Long Range Radar Site (en)
- Murphy Dome Long Range Radar Site (en)
- Oliktok Long Range Radar Site
- Point Barrow Long Range Radar Site (en)
- Point Lay Long Range Radar Site (en)
- Sparrevohn Long Range Radar Site (en)
- Tatalina Long Range Radar Site (en)
- Tin City Long Range Radar Site (en)
- Bullen Point Short Range Radar Site (en)
- Point Lonely Short Range Radar Site
- Wainwright Short Range Radar Site (en)

### Aéroports de soutien militaire
- Aéroport de Barter Island
- Aéroport de Cape Lisburne (en)
- Aéroport de Cape Newenham (en)
- Aéroport de Cape Romanzof (en)
- Aéroport d'Indian Mountain (en)
- Aéroport de Point Lay (en)
- Aéroport de Sparrevohn (en)
- Aéroport de Tatalina
- Aéroport de Tin City
- Aérodrome de Wake Island